# Konzervativní strana (Česko)
Konzervativní strana (KONS) je česká pravicová politická strana hlásící se ke konzervativismu a k hodnotám západní křesťanské civilizace. V současnosti se strana soustřeďuje spíše na komunální politiku.

## Historie

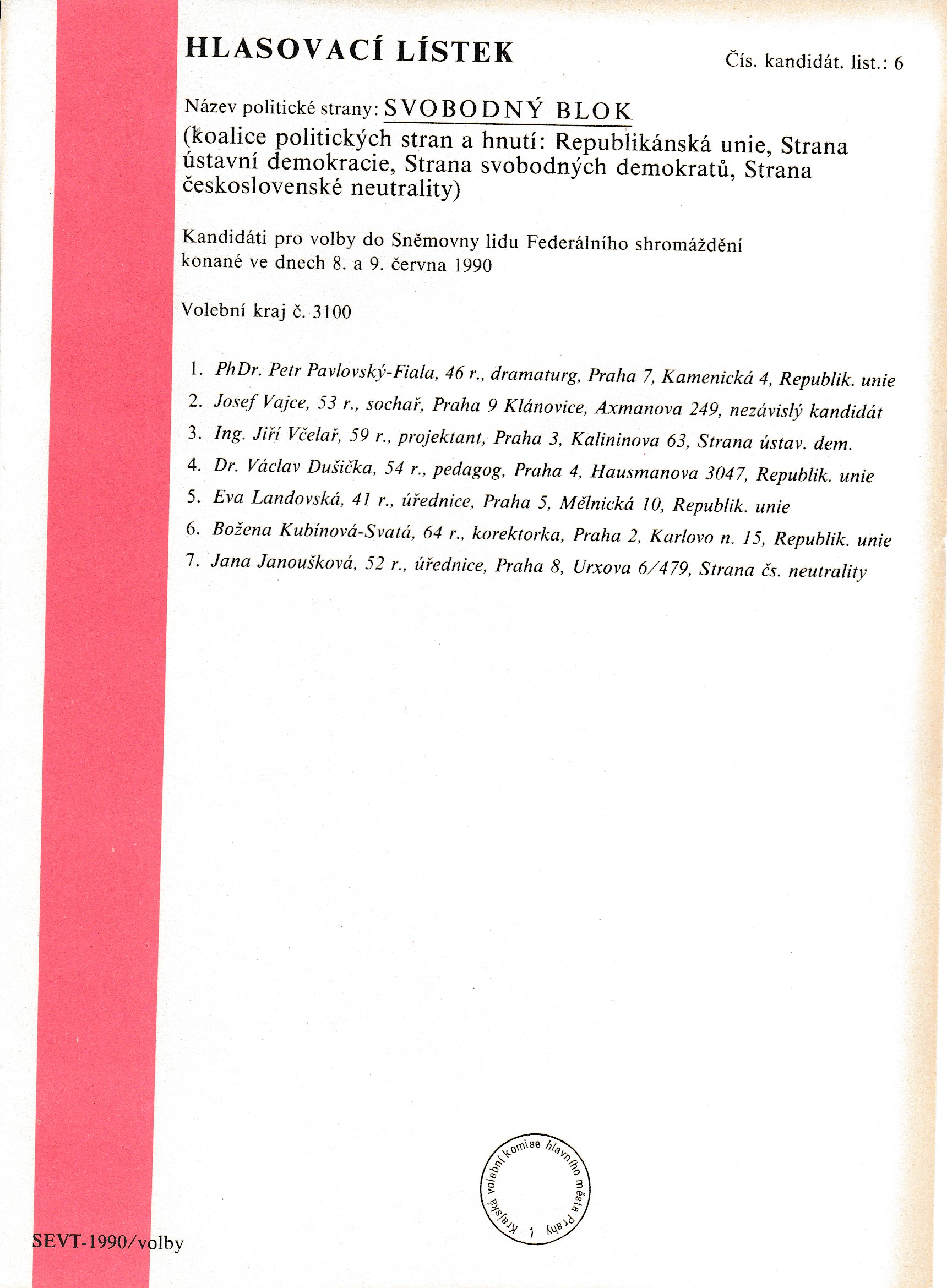
Hlasovací lístek Svobodného bloku pro Sněmovnu lidu r. 1990 v Praze

Strana byla založena v průběhu sametové revoluce v prosinci 1989 pod původním názvem Strana ústavní demokracie. Zaregistrována byla 16. března 1990 pod názvem Konzervativní strana – Svobodný blok. Na základě rozhodnutí mimořádného sjezdu, z důvodu sloučení s Unii republikánů, byl původní název strany změněn na "Konzervativní strana". Ministerstvo vnitra vzalo změnu názvu politické strany na vědomí dne 4. března 1993. V roce 2001 došlo k dalšímu sloučení a to se Stranou konzervativní smlouvy, kterou založili členové Pravé frakce ODA (Viktor Dobal, Čestmír Hofhanzl, Roman Joch, Daniel Korte, Ivan Mašek, Jaromír Žegklitz).

## Program
Mezi svými cíli uvádí strana např. návrat etiky do politiky, potrestání konkrétních viníků zločinů komunistické totalitní éry, zavedení rovné daně z příjmu, zrušení některých daní (např. dědické), vrácení protiprávně zadržovaného majetku původním vlastníkům, zrušení neadekvátních sociálních výhod, reformu penzijního systému, zlepšení postavení tradiční rodiny ve společnosti a právo bezúhonných občanů vlastnit střelné zbraně. Konzervativní strana podporuje vojenskou a politickou přítomnost USA v Evropě – proto například souhlasí s výstavbou amerického obranného radaru na území České republiky.
V zahraniční politice chce podporovat alternativy k federalistickým trendům v EU, přitom za nutnou podmínku dobré evropské politiky považuje posilování transatlantické vazby a prosazování tradičních evropských hodnot.

## Vedení
- RNDr. Jan Kubalčík, Ph.D. – předseda
- Ing. Mgr. Michal Struha – místopředseda
- Ing. Jan Mega - kancléř

### Předsedové strany
- Jiří Kotas: 1989–1990
- Dr. Ganzwohl: 1990–1993
- MUDr. Jan Fořt: 1993–2008
- RNDr. Jan Kubalčík: od 2008 do jara 2010
- Ing. Jan Mikulecký: od jara 2010 do podzimu 2010
- RNDr. Jan Kubalčík: od podzimu 2010 do března 2012
- Martin Rejman: od března 2012 do května 2013
- Josef Bílek: od května 2013 do podzimu 2016
- RNDr. Jan Kubalčík: od podzimu 2016 do současnosti

## Slučování
- Unie republikánů – se sloučila s Konzervativní stranou – Svobodný blok pod novým názvem Konzervativní strana (KONS), ke sloučení došlo v roce 1993 za předsednictví Dr. Ganzwohla.
- Strana konzervativní smlouvy – ke sloučení KONS se Stranou konzervativní smlouvy za podpory Romana Jocha došlo v roce 2001.

## Přehled názvů strany
- Strana ústavní demokracie: (1989–1990)
- Konzervativní strana – Svobodný blok: (1990–1993)
- Konzervativní strana: (od 1993)

## Volby

### Poslanecká sněmovna
Strana sice vznikla již v 90. letech, ale poprvé samostatně kandidovala do Poslanecké sněmovny až v roce 2010. Kandidátky nakonec postavila ve všech 14 krajích, i když v mnohých krajích byly takřka prázdné. Strana ve volbách nakonec získala 4 232 odevzdaných hlasů (0,08 %).
Ve volbách v roce 2013 a 2017 strana kandidovala za strany, které se dostaly do parlamentu, ovšem s nízkými výsledky, takže KONS nezískala žádný mandát.

#### 2021
Ve volbách v roce 2021 strana kandidovala za Korunu Českou. Společně obdrželi 8 635 hlasů (0,16 %) a nezískali tak žádný mandát.

### Senát

#### 2002
Do senátních voleb konaných v roce 2002 postavila strana pouze kandidáta za obvod Znojmo, Ing. Jaromíra Morávka, který získal 480 hlasů (1,43 %). Skončil na posledním místě.

#### 2006
Do senátních voleb konaných v roce 2006 postavila strana celkově tři kandidáty. Za obvod Prostějov to byl Vladimír Hučín, který získal 4 838 hlasů (11,10 %). Skončil tak předposlední před kandidátem za ČP. Další kandidát tentokrát za obvod Sokolov to byl Mgr. Petr Zahradníček, který získal 947 hlasů (3,63%). Skončil tak předposlední před kandidátem za hnutí NEZÁVISLÍ. Třetí kandidát do senátu, za obvod Chrudim, byl Karel Ledvinka, který získal 157 hlasů (0,32%). Skončil na posledním místě.

#### 2010
Do senátních voleb konaných v roce 2010 postavila strana pouze kandidáta za obvod Blansko, RNDr. Pavla Henka, který získal 943 hlasů (1,85 %). Skončil před kandidáty za SPOZ a FiS.

#### 2012
V roce 2012 kandidovala za Konzervativní stranu Ariana Shametiová v senátním obvodě č. 23 – Praha 8, získala 412 hlasů, 1,38 %, Martin Rejman v senátním obvodě č. 26 – Praha 2, získal 108 hlasů, 0,47 % jako poslední, a Miroslav Volařík v senátním obvodě č. 56 – Břeclav, dostal 2269 hlasů, 7,54 %.

## Volební výsledky

### Volby do Poslanecké sněmovny
| Volby | Počet hlasů | %    | Počet mandátů |
| ----- | ----------- | ---- | ------------- |
| 2010  | 4 232       | 0,08 | 0             |
| 2013  | 336 970     | 6,78 | 0             |
| 2017  | 268 811     | 5,31 | 0             |
| 2021  | 8 635       | 0,16 | 0             |

### Volby do obecních zastupitelstev
| Volby | Počet hlasů | Hlasy v % | Počet mandátů |
| ----- | ----------- | --------- | ------------- |
| 1994  | 7 282       | 0,01%     | 0             |
| 2002  | 40 471      | 0,05%     | 2             |
| 2006  | 7 400       | 0,01%     | 2             |
| 2010  | 12 333      | 0,01%     | 5             |
| 2014  | 9 211       | 0,01%     | 3             |
| 2018  | 21 691      | 0,02%     | 1             |
| 2022  | 12 666      | 0,01%     | 1             |

### Volby do evropského parlamentu
| Volby | Hlasy | Hlasy v % | mandáty |
| ----- | ----- | --------- | ------- |
| 2004  | 4 986 | 0,21      | 0       |

### Volby do Senátu
| Volby | Kandidáti | Kandidáti |
| Volby | navržení  | zvolení   |
| ----- | --------- | --------- |
| 2002  | 1         | 0         |
| 2006  | 3         | 0         |
| 2010  | 1         | 0         |